# Phyllodactylus muralis
Phyllodactylus muralis är en ödleart som beskrevs av  Taylor 1940. Phyllodactylus muralis ingår i släktet Phyllodactylus och familjen geckoödlor. IUCN kategoriserar arten globalt som livskraftig.

## Underarter
Arten delas in i följande underarter:
- P. m. isthmus
- P. m. muralis